# Полевой-Мансфельд, Евгений Августович
Евгений Августович Полевой-Мансфельд (1869—1932) — русский писатель, конферансье, поэт, драматург, беллетрист, педагог. Заслуженный артист Республики (27 января 1930).
Рассказы Полевого-Мансфельда рисуют жизнь среднего и низшего круга городских жителей: незначительных служащих, прислуги и т. д. Осмеивают малую культурность городских обывателей, их привередливость, заносчивость, пустоту бытия.
Дядя Н. А. Полевой-Мансфельд.

## Биография
Родился 24 сентября (6 октября по новому стилю) 1869 года в Москве в семье учителя.
Окончил Московский коммерческий и Московский археологический институты.
Печатал рассказы в журналах «Эпоха» и «Родина», в газете «Новости дня» и других изданиях. Издавал под именем Евгений Мансфельд сборники рассказов: «Кляксы», «Свет и тени» (1898) и другие.
С 1908 по 1918 годы — директор Училища иностранных торговых корреспондентов. В 1918—1921 годах — заведующий учебной частью.
В 1918—1921 годах одновременно выступал с чтением своих стихов и рассказов на литературных вечерах и благотворительных концертах. Участвовал в концертах на агитпунктах, в рабочих и солдатских клубах. Конферировал, читал рассказы.
В 1921 году окончательно перешёл на артистическое поприще. Выступал на сцене в сюртуке, что придавало ему сугубо академический облик. Конферируя, по преимуществу ограничивался объявлением фамилий артистов и названиями исполняемых ими вещей. По ходу концерта читал два-три свои коротких рассказа.
Умер 4 марта 1932 года в Москве. Похоронен на Введенском кладбище.

## Память
- В РГАЛИ имеются материалы, посвященные Н. А. Полевому-Мансфельду.[3]